# Wierzchosławice (Petite-Pologne)
Pour les articles homonymes, voir Wierzchosławice.
Wierzchosławice est une localité polonaise, siège de la gmina de Wierzchosławice, située dans le powiat de Tarnów en voïvodie de Petite-Pologne.